# ブライス・クロテール・オリギ・ンゲマ
もしかして
- ブリス・クロテール・オリギ・ンゲマ

ではありませんか？